# Europejska Nagroda Filmowa dla odkrycia roku
Europejska Nagroda Filmowa dla odkrycia roku (ang. European Film Award for European Discovery of the Year) − nagroda przyznawana za najlepszy film europejski w reżyserii młodego twórcy w ramach Europejskich Nagród Filmowych. Przyznawana jest przez członków FIPRESCI oraz ekspertów powołanych przez Europejską Akademię Filmową.
Nagroda wręczana jest już od pierwszej edycji rozdania nagród w 1988 roku, kiedy jej laureatem został hiszpański reżyser Pedro Almodóvar. Na przestrzeni lat nagroda nosiła różne nazwy: Prix Fassbinder, Młody Europejski Film Roku oraz Prix FIPRESCI.
Jedynym polskim filmem wyróżnionym tą nagrodą pozostaje 300 mil do nieba (1989) w reżyserii Macieja Dejczera. Nominacje otrzymały również inne polskie filmy: Szczęśliwy człowiek (2000) i Ono (2005) Małgorzaty Szumowskiej, Z odzysku (2006) Sławomira Fabickiego oraz Inni ludzie (2022) Aleksandry Terpińskiej.

## Laureaci
- 1988 –  Pedro Almodóvar (Kobiety na skraju załamania nerwowego)
- 1989 –  Maciej Dejczer (300 mil do nieba)
- 1990 –  Kenneth Branagh (Henryk V)
- 1991 –  Jaco Van Dormael (Toto bohater)
- 1992 –  Alex van Warmerdam (Ludzie z północy)
- 1993 –  Sally Potter (Orlando)
- 1994 –  Agnès Merlet (Syn rekina) i  János Szász (Woyzeck)
- 1995 –  Mathieu Kassovitz (Nienawiść)
- 1996 –  Terry George (Spirala przemocy)
- 1997 –  Bruno Dumont (Życie Jezusa)
- 1998 –  Thomas Vinterberg (Festen) i  Érick Zonca (Wyśnione życie aniołów)
- 1999 –  Tim Roth (Strefa wojny)
- 2000 –  Laurent Cantet (Zasoby ludzkie)
- 2001 –  Achero Mañas (Kulka)
- 2002 –  György Pálfi (Czkawka)
- 2003 –  Andriej Zwiagincew (Powrót)
- 2004 –  Andrea Frazzi i Antonio Frazzi (Skradzione dzieciństwo)
- 2005 –  Jacob Thuesen (Oskarżony)
- 2006 –  Géla Babluani (13 Tzameti)
- 2007 –  Eran Kolirin (Przyjeżdża orkiestra)
- 2008 –  Steve McQueen (Głód)
- 2009 –  Peter Strickland (Katalin Varga)
- 2010 –  Samuel Maoz (Liban)
- 2011 –  Hans Van Nuffel (Adem)
- 2012 –  Boudewijn Koole (Kauwboy. Chłopiec i kawka)
- 2013 –  Jan-Ole Gerster (Oh, Boy!)
- 2014 –  Myrosław Słaboszpycki (Plemię)
- 2015 –  Deniz Gamze Ergüven (Mustang)
- 2016 –  Juho Kuosmanen (Olli Mäki. Najszczęśliwszy dzień jego życia)
- 2017 –  William Oldroyd (Lady M.)
- 2018 –  Lukas Dhont (Dziewczyna)
- 2019 –  Ladj Ly (Nędznicy)
- 2020 –  Carlo Sironi (Sole)
- 2021 –  Emerald Fennell (Obiecująca. Młoda. Kobieta.)
- 2022 –  Laura Samani (Ciałko)
- 2023 –  Molly Manning Walker (How to Have Sex)
- 2024 –  Halfdan Ullmann Tøndel (Armand)